# Фудбалски савез Јерменије
Фудбалски савез Јерменије је главна фудбалска организација Јерменије. Она организује фудбалску лиге, Премијер лигу Јерменије и фудбалску репрезентацију Јерменије. Седиште ове организације је у Јеревану.